# Lithiumchromat
Lithiumchromat ist das Lithiumsalz der Chromsäure. Es ist ein starkes Oxidationsmittel und wie alle Chromate toxisch und krebserregend.

## Darstellung
Lithiumchromat kann aus Lithiumcarbonat und Chromsäure hergestellt werden.
{\displaystyle \mathrm {Li_{2}CO_{3}+H_{2}CrO_{4}\longrightarrow Li_{2}CrO_{4}+CO_{2}+H_{2}O} }

## Eigenschaften
Das Dihydrat kristallisiert im orthorhombischen Kristallsystem in der Raumgruppe P212121 (Raumgruppen-Nr. 19) mit den Gitterkonstanten a = 774,6 pm, b = 1201 pm und c = 550,9 pm sowie vier Formeleinheiten pro Elementarzelle.
Das Anhydrat kristallisiert in der Phenakit-Struktur trigonal in der Raumgruppe R3 (Raumgruppen-Nr. 148) mit den Gitterparametern a = 14,01 Å und c = 9,41 Å sowie 18 Formeleinheiten pro Elementarzelle.
Versetzt man Lithiumchromat mit Salpetersäure, so entsteht Lithiumdichromat.
Beim Glühen mit Lithiumoxid bildet sich Lithiumchromat(V) Li3CrO4.

## Verwendung
Eine wässrige Lösung von Lithiumchromat wird als Korrosionsinhibitor sowie als Additiv in Batterien verwendet. Das Dihydrat wird daneben auch als Oxidationsmittel eingesetzt.